# Bothloko Shebe
Bothloko Shebe (* 13. Oktober 1971) ist ein ehemaliger lesothischer Sprinter.
Er trat bei den Olympischen Spielen 1992 in Barcelona an. In den Wettbewerben über 100 und 200 Meter schied er jeweils in den Vorläufen aus.